# 8. Budapesti Nemzetközi Cirkuszfesztivál
A 8. Budapesti Nemzetközi Cirkuszfesztivál (angolul: 8th International Circus Festival of Budapest) 2010. január 21. és 25. között került megrendezésre Budapesten, a Fővárosi Nagycirkuszban. Az „A” műsorra január 21-én és 24-én, a „B” műsorra január 22-én és 23-án került sor. A gála műsort január 25-én tartották.
A hagyomány szerint a Fesztivál Plusssz című műsor követte, amely 2010. január 30. és március 15. között volt látható a Fővárosi Nagycirkuszban.

## A fesztivál általánosságban

### Műsora
A másfél évtizedes hagyománynak megfelelően, tizennyolc ország artistaművészei ezúttal is két műsorban, három-három előadásban léptek a közönség és a zsűri elé. Az eseménysort a zárónapi gálaelőadás zárta. 

### Szervezők, rendezők
- Varjasi László – vezérigazgató
- Kristóf István – művészeti vezető
- Kristóf Krisztián – rendező
- Kristóf Ilona – művészeti titkár
- Maka Attila – zenei vezető
- Sándi Balázs – hangmérnök
- Szilárdi Csaba – világítás
- Percze László – porondmester

## A zsűri tagjai
A tradíciók szerint, a nemzetközi, szakmai zsűri értékelte a versenyzők produkcióját, műsorát. A versenybíróság tagjai a világ jelentős cirkuszainak és varietéinek vezetői.
- Franz Czeisler Tihany – a Circus Tihany Spectacular elnöke, a zsűri örökös elnöke (USA)
- Egidio Palmiri – az Olasz Cirkuszigazgatók Szövetségének Elnöke, a Veronai Cirkuszakadémia igazgatója (Olaszország)
- Werner Buss – kreatív és fejlesztési igazgató, GOP varieté színházak (Németország)
- Fabrice Becker – a Cirque du Soleil, casting és kreatív igazgató (Kanada)
- Laci Endrész – a Blackpool Tower Circus producere és igazgatója (Anglia)
- Mstislav Zapashny – az Orosz Állami Cirkusztársulat, Rosgoscirk vezérigazgatója (Oroszország)
- Nikolay Kobzov – a Kobzov Circus Union vezérigazgatója (Ukrajna)
- Oleg Izossimov – az Art Vision Productions vezérigazgatója, és az 1998-as fesztivál díszvendége (Oroszország)
- Imre Baross – a Pirates’ Dinner Adventure művészeti vezetője és vezérigazgatója (Magyarország)

## A fesztiválon fellépő művészek

### „A” műsor
Az „A” műsort 2010. január 21-én, csütörtökön 19 órakor és január 24-én, vasárnap 15 és 19 órakor mutatták be a Fővárosi Nagycirkuszban. Az előadás 3 órás volt, egy 15 perces szünettel. A nemzetközi, szakmai zsűri szavazatai alapján a legjobbak jutottak tovább a gálaműsorba. 19 produkciót nézett meg a zsűri, ami az eddigi legmagasabb létszám volt.
A műsort hagyományosan a Baros Imre Artistaképző növendékei nyitották meg, majd a parádén felvonultak a versenyzők.
| #  | Előadó                    | Szám                 | Ország             | Eredmény     |
| -- | ------------------------- | -------------------- | ------------------ | ------------ |
| 01 | Henry                     | bohóc "dobos"        | Venezuela          | Továbbjutott |
| 02 | Hebei Akrobaták           | egykerekű            | Kína               | —            |
| 03 | Roman Khapersky           | kézegyensúlyozás     | Oroszország        | Továbbjutott |
| 04 | Henry                     | bohóc "kalapos"      | Venezuela          | —            |
| 05 | Stina és Lotta            | rola-bola            | Finnország         | —            |
| 06 | Kiss Kata                 | hulla hopp           | Magyarország       | —            |
| 07 | Henry                     | bohóc "spaghetti"    | Venezuela          | —            |
| 08 | Sasha Poldi               | fix trapéz           | Oroszország        | —            |
| 09 | Duo La Brise              | akrobatikus adadzsó  | Ukrajna            | Továbbjutott |
| 10 | Professor Wacko           | komikus gumiasztal   | Egyesült Királyság | —            |
| 11 | Vladislav Goncharov       | oroszlánok           | Ukrajna            | Továbbjutott |
| 12 | Francesco                 | bohóc                | Franciaország      | Továbbjutott |
| 13 | Alex Traisi               | karika zsonglőr      | Olaszország        | —            |
| 14 | Sœurs Pillères            | humoros trapéz       | Franciaország      | —            |
| 15 | Pavel & Anastasia Voladas | nyujtó               | Fehéroroszország   | Továbbjutott |
| 16 | Barto                     | komikus              | Belgium            | —            |
| 17 | Quinterion                | akrobatikus dobószám | Magyarország       | Továbbjutott |
| 18 | Francesco                 | bohóc                | Franciaország      | Továbbjutott |
| 19 | Ayala                     | magas drót           | Venezuela          | Továbbjutott |

A műsort hagyományosan a finálé zárta, ahol a fellépő művészek még egyszer felvonultak.

### „B” műsor
A „B” műsort 2010. január 22-én, pénteken 19 órakor és január 23-án, szombaton 15 és 19 órakor mutatták be a Fővárosi Nagycirkuszban. Az előadás 3 órás volt, egy 15 perces szünettel. A nemzetközi, szakmai zsűri szavazatai alapján a legjobbak jutottak tovább a gálaműsorba. 18 produkciót nézett meg a zsűri.
A műsort hagyományosan a Baros Imre Artistaképző növendékei nyitották meg, majd a parádén felvonultak a versenyzők.
| #  | Előadó                     | Szám                  | Ország        | Eredmény     |
| -- | -------------------------- | --------------------- | ------------- | ------------ |
| 01 | Francesco                  | bohóc "animáció"      | Franciaország | —            |
| 02 | Darja                      | macska-akrobatika     | Lettország    | —            |
| 03 | Francesco                  | bohóc "földgömb"      | Franciaország | —            |
| 04 | Tatiana Konobas            | fitness labdák        | Ukrajna       | —            |
| 05 | Benelo                     | talaj akrobatika      | Franciaország | —            |
| 06 | Dustin Nicolodi „Coperlin” | humoros zsonglőr      | Olaszország   | Továbbjutott |
| 07 | Francesco                  | bohóc "labdás"        | Franciaország | —            |
| 08 | Charlotte de la Bretèque   | légi multicord        | Belgium       | —            |
| 09 | Vorobiev Csoport           | dupla hinta           | Oroszország   | Továbbjutott |
| 10 | Vladislav Goncharov        | oroszlánok            | Ukrajna       | Továbbjutott |
| 11 | Henry                      | bohóc                 | Venezuela     | Továbbjutott |
| 12 | Marina Garbuza             | levegő karika         | Ukrajna       | —            |
| 13 | Ivanovs                    | zsonglőrök egykerekűn | Oroszország   | Továbbjutott |
| 14 | Molly Saudek               | kötéltáncos           | USA           | Továbbjutott |
| 15 | Loránt és Júlia            | gurtni                | Magyarország  | Továbbjutott |
| 16 | Henry                      | bohóc                 | Venezuela     | Továbbjutott |
| 17 | Gábriel és Gábor           | "love story"          | Magyarország  | Továbbjutott |
| 18 | Duo Vanegas                | halálkerék            | Kolumbia      | Továbbjutott |

A műsort hagyományosan a finálé zárta, ahol a fellépő művészek még egyszer felvonultak.

### Magyar bemutató
A Magyar bemutatót (magyar artisták előadása) 2010. január 23-án szombaton 10 órakor mutatták be a Fővárosi Nagycirkuszban. Az előadás 1 órás volt, egy 15 perces szünettel. 18 produkció lépett fel.
| #  | Előadó                        | Szám               |
| -- | ----------------------------- | ------------------ |
| 01 | Hunkun Dance                  | kanalas néptánc    |
| 02 | Egy Hiján Trió                | zsonglőrök         |
| 03 | Demjén Natália                | tissue légtornász  |
| 04 | Stift Gábor és Hrisafis Gábor | bohózat            |
| 05 | Edina és László               | ugródeszka         |
| 06 | Murai testvérek               | erőemelő           |
| 07 | Renátó                        | rhönrád akrobatika |
| 08 | Kiss Kata                     | háló légtornász    |
| 09 | Stift Gábor és Hrisafis Gábor | bohózat            |
| 10 | Hungária Csoport              | ugródeszka         |
| 11 | Asztorelli Junior             | gumiasztal         |
| 12 | Stift Gábor és Hrisafis Gábor | bohózat            |
| 13 | Fehérgyarmati Adrienn         | trapéz             |
| 14 | Stift Gábor és Hrisafis Gábor | bohózat            |
| 15 | Golden Pyramid                | erőemelő           |
| 16 | Betti                         | kötél légtornász   |
| 17 | Zsilák Olivér                 | zsonglőr           |
| 18 | Ritmus Cirkusz                | táncos akrobatika  |

A műsort hagyományosan a finálé zárta, ahol a fellépő művészek még egyszer felvonultak.

### Gálaműsor
A gálaműsort 2010. január 25-én, hétfőn 19 órakor mutatták be a Fővárosi Nagycirkuszban. Az előadás 3 és fél órás volt, egy 15 perces szünettel. A mezőnyt az „A” műsor és „B” műsor továbbjutói alkották. 18 produkció lépett fel.
A műsort hagyományosan a Baros Imre Artistaképző növendékei nyitották meg, majd a parádén felvonultak a versenyzők.
| #  | Előadó                     | Szám                  | Ország           | Helyezés | Díj           |
| -- | -------------------------- | --------------------- | ---------------- | -------- | ------------- |
| 01 | Henry                      | bohóc "dobos"         | Venezuela        | —        | —             |
| 02 | Hebei Akrobaták            | lasszó és meteorok    | Kína             | —        | —             |
| 03 | Roman Khapersky            | kézegyensúlyozás      | Oroszország      | 3.       | Bronz fokozat |
| 04 | Dustin Nicolodi „Coperlin” | humoros zsonglőr      | Olaszország      | 2.       | Ezüst fokozat |
| 05 | Quinterion                 | dobószám              | Magyarország     | 3.       | Bronz fokozat |
| 06 | Duo La Brise               | akrobatikus adadzsó   | Ukrajna          | 4.       | Európa-díj    |
| 07 | Ayala                      | magas drót            | Venezuela        | 2.       | Ezüst fokozat |
| 08 | Francesco                  | bohóc                 | Franciaország    | —        | —             |
| 09 | Pavel & Anastasia Voladas  | nyujtó                | Fehéroroszország | 3.       | Bronz fokozat |
| 10 | Vorobiev Csoport           | dupla hinta           | Oroszország      | 1.       | Arany fokozat |
| 11 | Vladislav Goncharov        | oroszlánok            | Ukrajna          | 1.       | Arany fokozat |
| 12 | Loránt és Júlia            | gurtni                | Magyarország     | —        | —             |
| 13 | Ivanovs                    | zsonglőrök egykerekűn | Oroszország      | 2.       | Ezüst fokozat |
| 14 | Molly Saudek               | kötéltáncos           | USA              | 3.       | Bronz fokozat |
| 15 | Henry                      | bohóc                 | Venezuela        | —        | —             |
| 16 | Gábriel és Gábor           | "love story"          | Magyarország     | —        | —             |
| 17 | Duo Vanegas                | halálkerék            | Kolumbia         | 2.       | Ezüst fokozat |

A műsort hagyományosan a finálé zárta, majd átadták a Pireot-díjakat.

## A fesztivál győztesei
| Díj           | Nyertes                    | Ország           | Szám                  |
| ------------- | -------------------------- | ---------------- | --------------------- |
| Arany Pierrot | Vladislav Goncharov        | Ukrajna          | oroszlánok            |
| Arany Pierrot | Vorobiev Csoport           | Oroszország      | dupla hinta           |
| Ezüst Pierrot | Dustin Nicolodi „Coperlin” | Olaszország      | humoros zsonglőr      |
| Ezüst Pierrot | Trió Ayala                 | Venezuela        | magas drót            |
| Ezüst Pierrot | Duo Vanegas                | Kolumbia         | halálkerék            |
| Ezüst Pierrot | Duo Ivanov                 | Oroszország      | zsonglőrök egykeréken |
| Bronz Pierrot | Molly Saudek               | USA              | kötéltáncos           |
| Bronz Pierrot | Quinterion                 | Magyarország     | dobószám              |
| Bronz Pierrot | Pavel Voladas              | Fehéroroszország | nyujtó                |
| Bronz Pierrot | Roman Khapersky            | Oroszország      | kézegyensúlyozás      |

Bóta Gábor méltatása a győztes, Vladislav Goncharov produkciójáról:

| „ | Az oroszlánidomár Vladislav Goncharov lefegyverzően könnyed. Mintha békebeli, profi varietében lenne, lakkcipősen, magától értetődő eleganciával, sikkes tánclépésekkel közlekedik a ketrecben a vadállatok között, és úgy játszik velük, mint mások otthon a cicáikkal. Abszolút nem zavarja, hogy kicsit nagyobbra nőttek. Az már csak ráadás, hogy valamelyik kedves nagymacska szájába, miután kellőképpen megcirógatja, a fejét is beteszi. Az állatszámok kikopóban vannak a fesztiválokról, itthon még nem is kapott díjat állatprodukció, Goncharov most méltán vitte el az egyik aranyat, ilyen attrakciót nem lehet ostorral, kegyetlen drillel létrehozni, csak úgy, ha valaki valóban partnereinek, játszótársainak tekinti az állatokat. | ” |
|   | |   |

## Különdíjasok
- Tímár Éva keramikus különdíját nyerte:
  - Barto komikus. A díjat átadta: Eötvös György a MACIVA művészeti vezetője
  - Francesco bohóc. A díjat átadja: Eötvös György a MACIVA művészeti vezetője
- Bérczesi Ilona keramikus különdíját nyerte:
  - Professzor Wacko komikus trambulin. A díjat átadta: Eötvös György a MACIVA művészeti vezetője
- Budapest XIV. ker. Zugló Önkormányzatának különdíját nyerte:
  - Stina and Lotta komikus rola-bola. A díjat átadta: Zsilák György-Fudi
- Budapest XIV. ker. Zugló Önkormányzatának különdíját nyerte:
  - Hebei Acrobats lasszó és meteorok. A díjat átadta: Pósfai Zoltán
  - Benelo talajakrobatika. A díjat átadta: Eötvös György
  - Sasha Poldi fix trapéz. A díjat átadta: Zsilák György-Fudi
- Az olasz LATINAI fesztivál díját nyerte:
  - Duo La Brise akrobatikus adadzsó. A díjat átadta: Egidio Palmiri az Olasz Cirkuszigazgatók Szövetségének elnöke
- GOP Varieté különdíja:
  - Dustin Nicolodi humoros zsonglőr. A díjat átadta: Werner Buss a GOP igazgatója
- A Tihanyi Spectacle különdját kapja: 
  - Molly Saudek kötéltáncos. A díjat átadta: Franz Czeisler Tihanyi
- A Magyar Artistaművészek Egyesületének különdíját nyerte:
  - Duo Benelo talaj akrobatika. A díjat átadta: Pósfai Zoltán
- A Magyar Artistaművészek Szakszervezetének különdíját amely, Kutas László Szobrászművész alkotása, nyerte:
  - Lorant és Julia. A díjat átadja: Zsilák György–Fudi szakszervezet titkára
- Az Európai Cirkusz Szövetség díját nyerte:
  - A Fővárosi Nagycirkusz zenekara. A díjat átadta: Arie Oudenes a szövetség főtitkára
- A Német Cirkuszbarátok különdíját, (Prize Gessellschaft der Circusfrende –GCD-) nyerte:
  - A Quinterion akrobatikus dobószám Magyarországról.
- Blackpool Tower Circus különdíját kapja:
  - Loránt és Julia. Átadta: Laci Endrész, a Tower Circus igazgatója
- A Cirque du Soleil különdíját kapja:
  - Tatiana Konobas. Átadta: Fabrice Becker
- Az Orosz Állami cirkusztársulat, a Rozgoszcirk különdíját nyerte:
  - Loránt és Júlia gurtni. A díjat átadta: Mstislav Zapasny, a Rozgoszcirk vezérigazgatója
- A Moszkvai Artistaiskola díját kapta:
  - Kiss Kata hula-hopp
- A Kobzov Cirkusz különdíját nyerte:
  - Ayala Trió magasdrót. A díjat átadta: Nikolai Kobzov igazgató
- A Fesztivál Szervező Bizottságának különdíját nyerte:
  - Soeurs Pilléres humoros trapéz. A díjat átadta: Varjasi László, a Szervezőbizottság elnöke
- A Fesztivál Szervező Bizottságának különdíját nyerte:
  - Darja macska akrobatika. A díjat átadta Kristóf István, a fesztivál művészeti vezetője
- A Magyar Cirkusz és Varieté Nonprofit Kft. különdíját nyerte:
  - Marina Garbuza levegő karika. A díjat átadta Varjasi László ügyvezető igazgató.
- A Sajtó Zsűri különdíját nyerte:
  - Ayala magasdrót. A díjat átadta: Pósfai Zoltán, a Magyar artistaművészek titkára

## DVD kiadás
| 1. Baros Imre Artistaképző / nyitókép (Magyarország) 2. Sasha Poldi / fix trapéz (Oroszország) 3. Henry / bohóc (Venezuela) 4. Roman Khapersky / kézegyensúlyozás (Oroszország) 5. Kiss Kata / hulla hopp (Magyarország) 6. Stina és Lotta / rola-bola (Finnország) 7. Henry / bohóc (Venezuela) 8. Duo La Brise / akrobatikus adadzsó (Ukrajna) 9. Professor Wacko / komikus gumiaszatal (Nagy-Britannia) 10. Vladislav Goncharov / oroszlánok (Ukrajna) 11. Pavel és Anastasia Voladas / nyujtó (Fehéroroszország) 12. Alex Traisci / karika zsonglőr (Olaszország) 13. Sœurs Pillères / humoros trapéz (Franciaország) 14. Barto / komikus (Belgium) 15. Quinterion / akrobatikus dobószám (Magyarország) 16. Francesco / bohóc (Franciaország) 17. Los Ayalas / magas drót (Venezuela) | 1. Hebei Akrobaták / lasszó és meteorok (Kína) 2. Darja / macska-akrobatika (Lettország) 3. Francesco / bohóc (Franciaország) 4. Tatiana Konobas / fitness labdák (Ukrajna) 5. Benelo / talaj akrobatika (Franciaország) 6. Coperlin (Dustin Nicolodi) / humoros zsonglőr (Olaszország) 7. Charlotte de la Bretèque / légi multicord (Belgium) 8. Francesco / bohóc (Franciaország) 9. Vorobiev Csoport / dupla hinta (Oroszország) 10. Vladislav Goncharov / oroszlánok (Ukrajna) 11. Henry / bohóc (Venezuela) 12. Marina Garbuza / levegő karika (Ukrajna) 13. Duo Ivanov / zsonglőrök egykerekűn (Oroszország) 14. Molly Saudek / kötéltáncos (USA) 15. Loránt és Júlia / gurtni (Magyarország) 16. Henry / bohóc (Venezuela) 17. Duo Vanegas / halálkerék (Kolumbia) 18. Finálé |

## Visszatérő művészek
| Előadó      | Szám            | Ország      | Előző év(ek)                                  |
| ----------- | --------------- | ----------- | --------------------------------------------- |
| Alex Traisi | karika zsonglőr | Olaszország | 2002 (Double Face tagjaként, diabolo számmal) |

## Hang és kép
- YouTube videó: A 8. Budapesti Nemzetközi Cirkuszfesztivál